# کالین هاروی
کالین هاروی (به انگلیسی: Colin Harvey) زادهٔ ۱۶ نوامبر ۱۹۴۴ بازیکن فوتبال اهل انگلستان بود که سابقهٔ بازی در تیم ملی فوتبال انگلستان را در کارنامهٔ خود دارد. وی در تاریخ ۳ فوریه ۱۹۷۱ تنها بازی ملی خود را در مقابل تیم ملی فوتبال مالت انجام داد.